# Pterolophia instabilis
Pterolophia instabilis är en skalbaggsart som beskrevs av Aurivillius 1922. Pterolophia instabilis ingår i släktet Pterolophia och familjen långhorningar.
Artens utbredningsområde är Seychellerna. Inga underarter finns listade i Catalogue of Life.